# Wetwang
Wetwang est un village et une paroisse civile du Yorkshire de l'Est, en Angleterre. Il est situé à environ 10 km à l'ouest de Driffield. Au moment du recensement de 2001, il comptait 672 habitants.
Il apparaît dans le Domesday Book sous le nom de Wetuuangha, qui dérive probablement du vieux norrois vǣtt-vangr « champ où est rendu un acte de justice ».